# Disparitions (film)
Pour les articles homonymes, voir Disparition (homonymie).
Pour plus de détails, voir Fiche technique et Distribution.
Disparitions (Imagining Argentina) est un film écrit et réalisé par Christopher Hampton,  adapté du roman homonyme de Lawrence Thornton, sorti en 2003.

## Synopsis
Le film se passe à Buenos Aires dans les années 1970, sous la dictature de Videla.
Carlos Rueda est le directeur d'un théâtre. Son épouse Cecilia, journaliste dissidente, est enlevée par la police secrète. Carlos développe une sorte de sixième sens qui lui permet de voir ce qui est arrivé aux disparus. Il peut ainsi partir à la recherche de sa femme.

## Fiche technique
- Titre : Disparitions
- Titre original : Imagining Argentina
- Réalisation : Christopher Hampton
- Scénario : Christopher Hampton d'après le roman de Lawrence Thornton
- Musique : George Fenton
- Photographie : Guillermo Navarro
- Montage : George Akers
- Production : Diane Isaacs, Geoffrey C. Lands, Raúl Outeda, Michael Peyser et Santiago Pozo
- Société de production : Multivideo, Arenas Entertainment, Myriad Pictures, Green Moon Productions, Imagining Argentina Productions, Mike's Movies et Tide Rock Entertainment
- Pays de production :  Espagne,  Royaume-Uni et  États-Unis
- Genre : Drame, romance et thriller
- Durée : 107 minutes
- Dates de sortie : 
  - Italie : 12 septembre 2003
  - Espagne : 16 avril 2004
  - France : 23 mars 2005

## Distribution
- Antonio Banderas (VF : Julien Kramer) : Carlos Rueda
- Emma Thompson (VF : Frédérique Tirmont) : Cecilia Rueda
- Horacio Flash : Victor Madrid
- Leticia Dolera : Teresa
- Kuno Becker : Gustavo Santos
- Maria Canals Barrera : Esméralda
- Anton Lesser (VF : Jean-Philippe Puymartin) : Général Gúzman
- Claire Bloom : Sara Sternberg